# Ahmad Jamal
Ahmad Jamal, oprindeligt Frederick Russell Jones (født 2. juli 1930 i Pittsburgh, Pennsylvania, død 16. april 2023) var en amerikansk jazzpianist og -komponist.
Jamal hører til blandt jazzens innovative stilskabere. Han flyttede til Chicago i 1950, hvor han skiftede navn til Ahmad Jamal. Han var primært leder af sine egne grupper siden 1950'erne og var aktiv indtil sine sidste år. Han komponerede nummeret "Poinciana", som i dag hører til jazzens standardrepertoire.
Hans berømte plade, Live at the Persching, er ligeledes en vigtig indspilning i jazzens historie.